# Pierre Crevits
Pierre Crevits (23 mei 1967) is een Belgisch econoom en bankier. Sinds 2020 is hij CEO van de bank Dexia.

## Levensloop
Pierre Crevits studeerde economische en sociale wetenschappen aan de Universiteit Namen (1990), waar hij vervolgens als onderzoeksassistent werkte.
In 1995 ging hij aan de slag bij de Nationale Bank van België, waar hij zijn eerste carrière in december 2009 beëindigde. Vervolgens werd hij kabinetschef van Melchior Wathelet (cdH), die staatssecretaris van Begroting, Gezinsbeleid en Asiel en Migratie (januari 2010-december 2011), staatssecretaris van Energie, Leefmilieu, Mobiliteit en Staatshervorming (december 2011-juli 2014) en vicepremier en minister van Binnenlandse Zaken en Gelijke Kansen (juli 2014-oktober 2014) was. In november 2014 ging hij weer aan de slag bij de Nationale Bank. Bovendien was hij van januari 2016 tot januari 2019 voorzitter van het wetenschappelijk comité voor de overheidsrekeningen van het Instituut voor de Nationale Rekeningen.
In mei 2020 werd Crevits CEO van de restbank Dexia. Hij volgde Wouter Devriendt op. In mei 2024 werd zijn mandaat met vier jaar verlengd.
Sinds oktober 2018 is hij tevens voorzitter van de raad van bestuur van Namur Invest. Daarnaast bekleedt of bekleedde hij bestuursmandaten bij het Institut Plantin-Moretus en het Centre d'études et de recherches (Universiteit Namen), het Fonds Entrepreneurial pour Enfants Défavorisés, de Koninklijke Belgische Tennisbond, de Association francophone de tennis (AFT) en AFT Namur-Luxembourg.